# 태양계의 형성과 진화

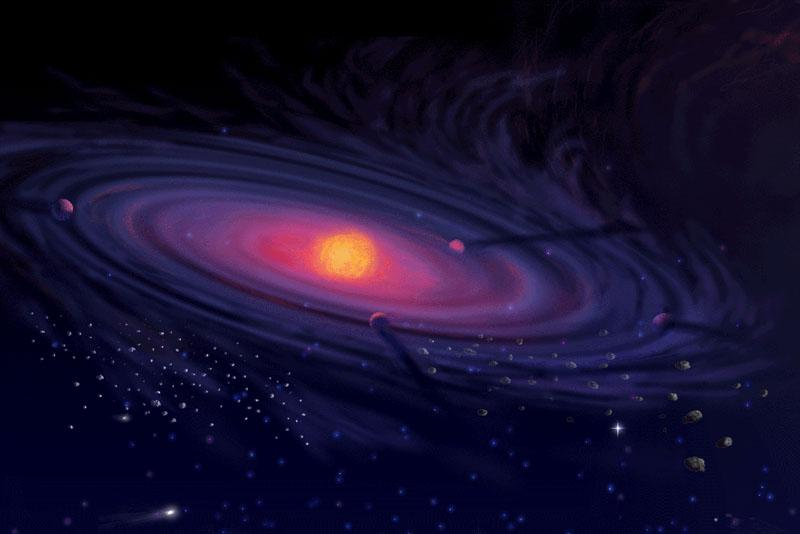
원시 행성계 원반의 상상도

태양계의 형성과 진화 이론(太陽系- 形成- 進化理論, 영어: formation and evolution of the Solar System)은 태양계의 탄생에서 죽음에 이르는 일련의 과정을 연구해 그 과정을 이론으로 정립한 것이다. 이 이론은 시대의 흐름에 따라 발전해 왔으며, 천문학 및 물리학에서부터 지질학 및 행성과학까지 여러 학문 영역을 종합시켜 주는 구실을 했다. 태양계 생성 이론은 수세기에 걸쳐 발전했지만 근대적 이론의 틀을 갖춘 것은 18 세기에 이르러서 였다. 1950년대에 우주 시대가 열리고 1990년대 중반 이후 외계 행성이 본격적으로 발견되면서 태양계의 생성과 소멸에 대한 기존 이론들은 도전을 받음과 동시에 더욱 다듬어지게 된다. 지구로 전송된 바깥 세계에 대한 정보 덕분에 사람들은 태양계에 대해 더욱 더 많은 것을 알게 되었다. 동시에 핵물리학의 발전은 항성에 대한 지식을 증진시켰고, 항성의 탄생 및 궁극적 최후에 관한 이론 수립에 이바지하게 된다.
헤아릴 수 없을 정도로 많은 항성 중에서 대부분은 태양처럼 행성을 거느린 것으로 여겨지고 있으므로, 태양계의 성인이 보통 항성의 경우와 다르다고는 생각되지 않는다. 태양계는 지금으로부터 약 46억 년 전, 거대한 분자 구름의 일부분이 중력 붕괴를 일으키면서 형성되었다. 붕괴한 질량 대부분은 중앙부에 집중되어 태양을 형성했다. 반면 나머지 물질은 행성, 위성, 소행성 및 다른 태양계 천체들을 형성하게 될, 얇은 원반 모양의 원시 행성계 원반으로 진화하였다. 이상의 가설은 성운 모형으로 가장 널리 받아들여진 태양계 생성 이론이며, 18세기에 에마누엘 스베덴보리를 비롯하여 이마누엘 칸트, 피에르시몽 라플라스가 개발했다.
태양계는 처음 태어났을 때부터 격렬하게 진화했다. 많은 위성은 자신들의 어머니 행성 주위에 형성되어 있던 가스 물질과 먼지에서 생겨났다. 반면 일부 위성들은 행성의 중력에 이끌려 포획되거나 또는 천체끼리의 충돌로 생긴 파편이 뭉쳐서 생겨났다(지구의 달이 이런 사례라고 추측하고 있다). 천체끼리의 충돌은 오늘날까지도 꾸준히 이어지는 현상이며, 태양계의 진화에서 중요한 부분을 차지한다. 행성들의 궤도는 안쪽 또는 바깥쪽으로 바뀌며, 행성들끼리 서로 위치를 바꾸기도 한다. 이러한 행성의 "이주" 현상은 태양계 초기 진화 때 발생한 것으로 추측하고 있다.
사람의 일생과 같이, 태양계의 구성원들도 결국은 죽는다. 약 64억 년 후 태양의 표면 온도는 내려가며 부피는 크게 확장된다. 78억 년 후 태양은 자신의 외곽 층을 행성상 성운의 형태로 날려 보내며 백색 왜성으로 알려진 별의 시체를 남긴다. 행성 역시 태양과 같은 길을 걷게 된다. 머나먼 미래에 태양 주변을 지나가는 항성의 중력 때문에 서서히 행성의 궤도는 망가지게 된다. 행성 중 일부는 파멸을 맞게 될 것이며, 나머지는 우주 공간으로 내팽개쳐질 것이다. 결국, 수조 년이 흐르면, 태양은 자신을 공전하는 천체들을 모두 잃어버리고 홀로 남게 될 것이다.

## 역사

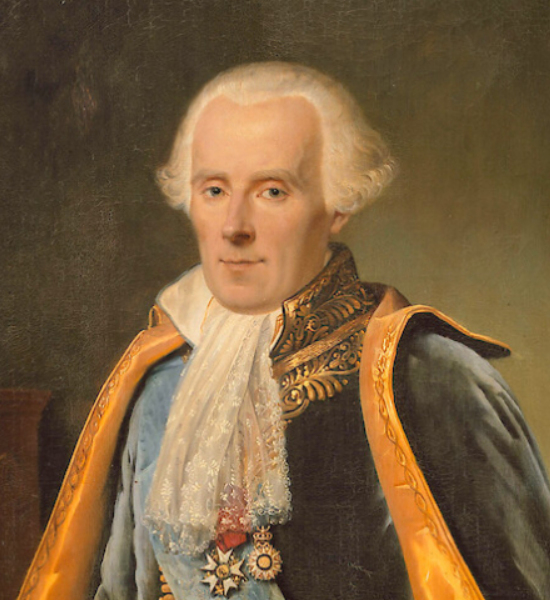
성운설을 주장한 사람 중 한 명인 피에르시몽 라플라스

세계의 탄생 및 멸망에 관한 이론은 매우 오래된 문헌에서도 발견된다. 그러나 오랜 시간 인류는 이러한 생멸 이론을 태양계에 접목할 생각을 하지 못했다. 그 이유는 우리가 현재 익숙하게 태양계라고 부르는 체계는 과거 사람들에게 알려지지 않은 개념이었기 때문이다. 태양계의 생성 및 진화에 대한 첫 번째 고찰은 태양 중심설(지동설)로, 태양을 중심으로 지구를 포함한 행성들이 그 주위를 돌고 있다는 이론이었다. 이 개념은 그것이 생겨난 뒤로 거의 천 년 동안 무시되어 오다가 17세기 말에 이르러서야 폭넓게 받아들여진다. ‘태양계’라는 표현이 처음 등장한 때는 1704년으로 거슬러 올라간다.
현재 천문학계에서 인정받는 성운설은 18세기 이 이론을 에마누엘 스베덴보리와 이마누엘 칸트, 피에르시몽 라플라스가 주창한 이래로 배척·반박을 받아 왔다. 성운설이 무시되었던 가장 큰 이유는 태양의 각운동량이 행성들의 그것과 비교할 때 너무 작기 때문이었다. 그러나 1980년대 초부터 어린 별들을 관측한 결과 이들이 먼지와 가스로 이루어진 차가운 원반에 둘러싸여 있음을 알게 되었다. 이는 성운설이 주장하는 내용과 일치하였고, 성운설은 신빙성 있는 이론으로 재조명을 받게 되었다.
태양이 어떻게 진화할지를 연구하는 과정에서 태양이 어떻게 에너지를 만들어 내는 지를 이해하게 되었다. 아서 스탠리 에딩턴은 알베르트 아인슈타인의 상대성이론에 따라, 태양의 중심핵에서 생기는 핵융합 작용에서 복사 에너지가 발생함을 증명하였다. 1935년 에딩턴은 한발 더 나아가 여러 원소가 항성의 내부에서 만들어진다고 주장했다. 호일 경은 적색 거성으로 불리는, 죽어가는 항성의 내부에서 헬륨보다 무거운 모든 원소가 만들어졌음을 제시함으로써 에딩턴의 주장을 보강했다. 적색 거성은 자신이 지니고 있던 물질을 우주로 분출하는데, 이 원소들은 다른 항성계를 구성하는 데 재활용된다.

## 성운 이론
| 동위 원소   | 원자핵 백만 개당 개수 |
| ----------- | --------------------- |
| 수소-1      | 705,700               |
| 수소-2      | 23                    |
| 헬륨-4      | 275,200               |
| 헬륨-3      | 35                    |
| 산소-16     | 5,920                 |
| 탄소-12     | 3,032                 |
| 탄소-13     | 37                    |
| 네온-20     | 1,548                 |
| 네온-22     | 208                   |
| 철-56       | 1,169                 |
| 철-54       | 72                    |
| 철-57       | 28                    |
| 질소-14     | 1,105                 |
| 규소-28     | 653                   |
| 규소-29     | 34                    |
| 규소-30     | 23                    |
| 마그네슘-24 | 513                   |
| 마그네슘-26 | 79                    |
| 마그네슘-25 | 69                    |
| 황-32       | 396                   |
| 아르곤-36   | 77                    |
| 칼슘-40     | 60                    |
| 알루미늄-27 | 58                    |
| 니켈-58     | 49                    |
| 나트륨-23   | 33                    |

성운 이론은 현재의 태양계 형성 이론으로 에마누엘 스베덴보리가 1734년 제시한 학설이며, 이후 1755년 이마누엘 칸트가 보충하고 범위를 확장시켰다. 1796년 피에르시몽 라플라스가 유사한 이론을 독자적으로 수립했다.

### 전태양 성운

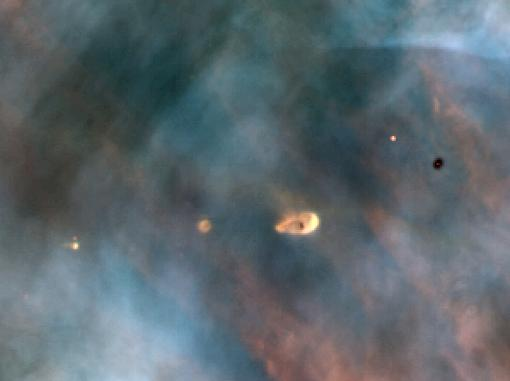
오리온 성운에 있는 원시 행성계 원반 사진. 이곳은 우리 태양이 생겨난 원시 성운과 매우 유사한 곳으로 별들이 태어나는 ‘육아실’이라고 할 수 있다.

성운 이론에 따르면 태양계는 폭이 수 광년에 이르는 분자 구름의 일부분이 중력 붕괴를 일으켜 생겨났다. 2000년대 초까지만 해도 태양은 홀로 태어난다고 알려져 왔다. 그러나 최근 태양계 생성 초기부터 존재했던 운석의 성분을 조사한 결과 철-60과 같이 초신성 폭발을 통해서만 생길 수 있는 동위 원소의 흔적이 발견되었다. 이는 태양이 생겨난 곳 근처에 초신성이 여럿 있었음을 의미한다. 이들 초신성에서 나온 충격파는 태양 성운의 밀도를 증가시켰고, 중력 붕괴를 일으켰다. 오직 무겁고 금방 죽는 별만이 초신성으로 최후를 맞기 때문에, 태양은 오리온성운처럼 무거운 별들을 생산해 내는 항성 생성 장소에서 형성되었음이 틀림없다.
이 중력 붕괴가 일어난 부분(전태양 성운) 이 태양으로 되었을 것이다. 전태양 성운의 지름은 7천~2만 천문단위였으며, 총 질량은 태양의 1.001배에서 1.1배였다. 구성 성분은 수소와 헬륨(빅뱅 때부터 존재한 원소)이 98퍼센트, 중원소(최초 별들이 죽음을 맞으면서 우주 공간에 분출한 원소들)가 나머지 2퍼센트로 지금의 태양과 거의 같았다.
각운동량 보존의 법칙에 따라 성운은 붕괴하면서 회전 속도가 빨라졌다. 성운 내 물질이 뭉치면서, 물질 내부에 있는 원자는 더욱 자주 충돌하기 시작했고 열 형태로 에너지를 방출하게 되었다. 성운 물질의 대부분이 모여 있는 중앙부는 주변 원반부에 비해 점점 더 뜨거워져 갔다. 약 10만 년에 걸쳐 중력, 가스의 압력, 자기장, 원반의 회전 등으로 발생한 에너지 때문에 압축되어 있던 성운은 평평해지면서 반지름 200천문단위 정도에 이르는, 회전하는 원시 행성계 원반으로 진화했다. 그리고 그 중앙부에는 뜨겁고 밀도 높은 원시별이 생겨났다.
태양계의 진화 과정에서, 이 시점의 태양은 황소자리 T형 항성 형태였을 것으로 추측된다. 다른 황소자리 T형 항성들을 연구한 결과, 이들은 태양 질량의 0.001배에서 0.1배에 이르는 원시 행성계 원반을 거느린 경우가 많은 것으로 드러났다. 이러한 원반들은 수백 천문단위까지 펼쳐져 있으며(허블 우주 망원경이 오리온성운의 항성 생성 영역을 관측한 결과 1,000천문단위까지 펼쳐진 원시 행성계 원반들을 관측할 수 있었다.), 온도는 그리 높지 않고, 가장 뜨거운 곳도 수천 켈빈 정도에 불과했다. 이후 5천만 년이 흘러서, 태양의 중심핵 부분의 온도 및 압력은 매우 높아지거나 커져서 수소는 융합 작용을 일으키기 시작한다. 태양의 내부에서 융합 작용을 통해 발생하는 복사압과 중력으로 말미암아 수축하려는 힘이 평형을 이루면서 유체 정역학적 균형 상태가 만들어지게 되었다. 이 시점에서 태양은 어엿한 주계열성의 단계에 접어들게 된다. 주계열성은 중심핵 부분에 있는 수소를 태워 헬륨으로 바꾸는 존재이다. 현재 태양은 주계열성 상태에 있다.

### 행성의 생성
태양이 생겨나고 남은 가스 구름 및 먼지로 이루어진, 원반 모양의 ‘태양 성운’에서 여러 행성이 생성되었다고 여겨진다. 현재 인정받는 행성 생성 이론은 강착(降着) 이론이다. 강착 이론에 의하면, 행성들은 중심부의 원시별 주위를 도는 먼지 알갱이들이 뭉치면서 생겨났다. 이 알갱이들은 직접 서로 충돌하면서 지름이 1~10킬로미터에 이르는 천체, 곧 미행성으로 자라났다. 이 미행성은 작은 천체를 빨아들이면서 수백만 년에 걸쳐 매년 15센티미터 정도씩 지름이 커졌다.
태양과 가까운 지역(4천문단위 이내)은 온도가 높아서 물이나 메테인과 같은 휘발성 분자들이 압축될 수 없었기 때문에, 여기서 생겨난 미행성들은 금속류(철, 니켈, 알루미늄) 및 규산염 암석 등과 같이 녹는점이 높은 물질로만 이루어지게 되었다. 이런 암석 천체는 종국적으로 수성을 비롯한 금성, 지구, 화성과 같은 지구형 행성이 되었다. 지구형 행성을 이루는 물질은 우주에서 매우 희귀한 존재이기 때문에(성운 질량의 0.6퍼센트에 불과하다.), 지구형 행성은 크게 자라날 수가 없었다. 아기 암석 행성은 현 지구 질량의 약 10퍼센트 수준까지 자랐고, 태양 생성 후 약 10만 년 동안 물질을 끌어모으는 것을 멈췄다. 이후 이들은 충돌하고 뭉쳐지는 과정을 다시 시작했고, 지금의 크기로 자라나게 된다. 이들보다 바깥쪽에 있던 미행성 물질은 목성의 중력 효과 때문에 서로 뭉칠 수 없었고 소행성대로 잔존하게 되었다.

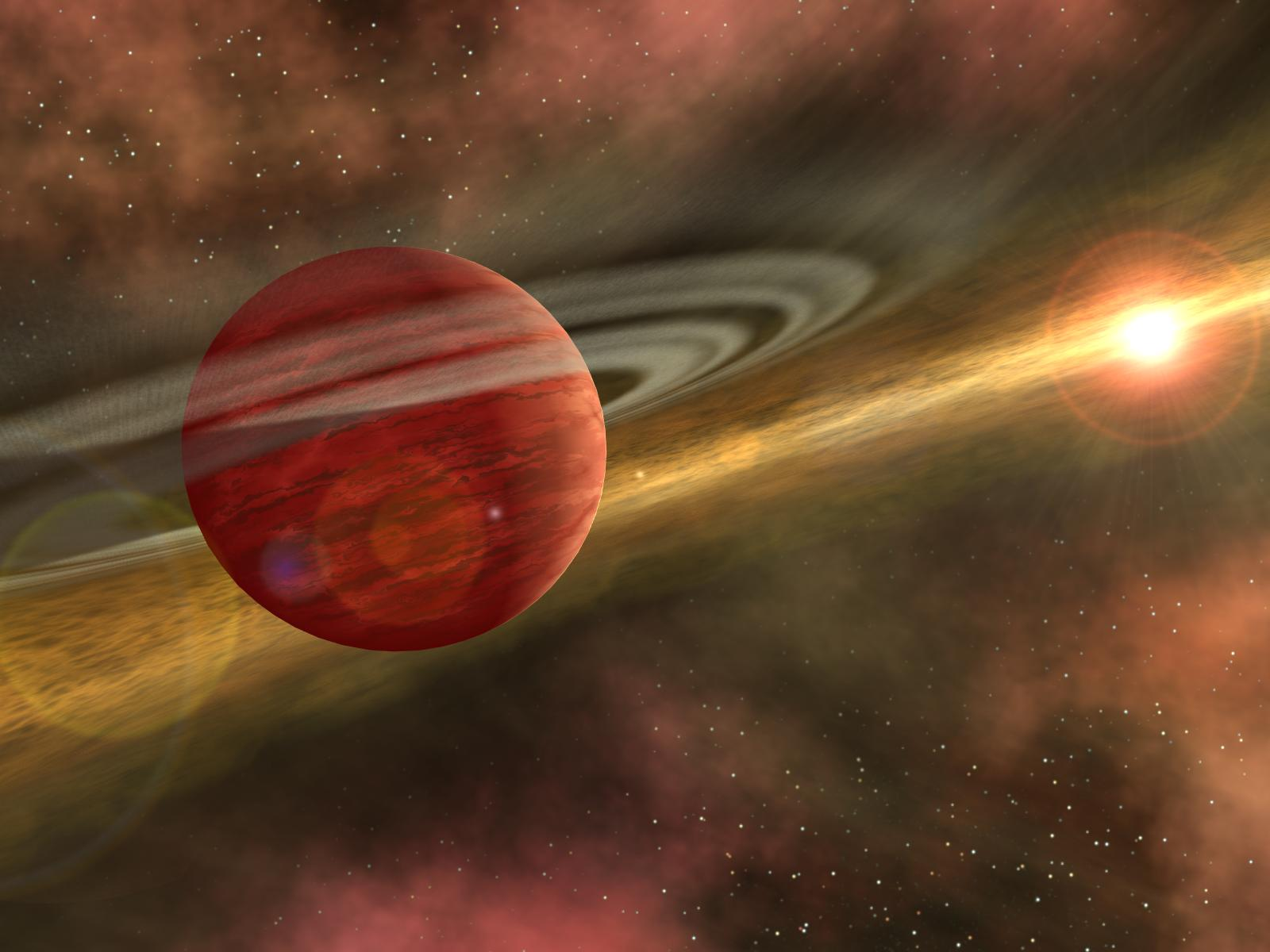
태어난 지 얼마 되지 않은 가스 행성이 원반에 있는 가스와 먼지를 빨아들이면서 커지고 있다.

목성형 행성(목성, 토성, 천왕성, 해왕성)은 동결선(화성과 목성 궤도 사이이며, 동결선 바깥쪽부터는 태양 광선이 약하기 때문에 얼음 화합물이 고체로 존재할 수 있다.) 바깥쪽에서 생겨났다. 목성형 행성을 만든 얼음 물질은 거기에서 규산염 암석이나 금속보다 훨씬 더 흔한 존재였기 때문에 목성형 행성은 크게 자라났고, 질량이 커지면서 주변의 수소와 헬륨(우주에서 가장 흔한 원소들)을 효과적으로 끌어당길 수 있었다. 동결선 바깥쪽에 있던 미행성들은 3백만 년 동안 대략 지구 질량의 네 배 수준으로 자라났다. 현재 네 개의 가스 행성은 태양 주위를 공전하는 물질 총량의 99퍼센트에 약간 못 미치는 질량을 차지하고 있다.
이론가들은 목성이 동결선 바로 바깥쪽에 자리 잡은 것이 우연이 아니라고 믿고 있다. 동결선에는 태양 쪽으로 끌려가는 얼음 물질로부터 증발한 많은 양의 물이 축적되었고, 압력이 낮아져 태양 주위를 도는 먼지의 속도가 증가하였으며, 따라서 이들은 태양으로 끌려가지 않게 되었다. 동결선은 태양에서 5천문단위 거리에 있는 물질이 빠르게 뭉칠 수 있는 보호벽의 역할을 했다. 이렇게 잔류한 물질은 대략 지구 질량 10배 수준의 씨앗 행성으로 자라났으며, 이후 궤도 주변에 있던 수소를 빠르게 삼키면서 대략 1천 년 만에 지구 질량 150배까지 자라났다. 이후 이 행성은 지구 질량의 318배까지 커지게 된다. 토성은 목성이 생겨난 지 수백만 년 후 형성되었고, 이 시기에는 남은 가스 물질이 적었기 때문에 목성보다 작은 질량을 지니게 되었다.
젊은 태양과 같은 황소자리 T형 항성은 평범한 주계열성보다 더 강렬한 항성풍을 발산한다. 천왕성과 해왕성은 목성과 토성이 생긴 뒤 강력한 태양풍이 원반에 있던 물질 대부분을 쓸어 버렸을 때 형성되었다고 여겨진다. 남은 물질이 적었기 때문에 이들 둘은 적은 양의 수소와 헬륨(각각 지구 질량의 1배가 안 될 정도)만을 모을 수 있었다. 천왕성과 해왕성은 종종 ‘중심핵 성장에 실패한 존재’로 언급된다. 이 둘의 생성 이론에서 가장 중요한 문제점은 이들이 생성되는 데 필요했던 시간이다. 현재 위치에서 천왕성과 해왕성이 지금 크기로 커지려면 1억 년 정도는 걸렸을 것이다. 따라서 천왕성과 해왕성은 지금보다 태양에서 더 가까운 곳(어쩌면 목성과 토성 사이)에서 생겨났을 것이며, 그 뒤 바깥쪽으로 궤도를 옮겼으리라 추측하고 있다. 미행성이 모두 태양 쪽으로 이동하지는 않았다. 스타더스트 탐사선이 코멧 와일드 2에서 채취한 성분을 분석한 결과, 초기 태양계가 생겨날 때의 물질은 따뜻한 태양계 안쪽 지대에서 카이퍼 대로 이동했던 것으로 밝혀졌다.
젊은 태양에서 방출되는 항성풍은 원시 행성계 원반 내에 있던 모든 가스와 먼지를 성간 공간으로 불어 날렸고, 행성들의 성장은 끝을 맺게 되었다.

## 이후의 진화 과정
행성 탄생에 대한 기존의 견해는 태양계가 현재 위치의 근처 궤도에서 생성되었다는 것이었다. 그러나 천문학자들은 20세기 말에서 21세기 초에 걸쳐 이 이론에 근본적인 수정을 가하게 된다. 수정된 이론에 따르면, 현재 태양계의 모습과 처음 태양계가 탄생했을 때의 모습은 크게 다르다. 예를 들어 지금의 내행성 궤도에는 적어도 수성 정도 질량이 되는 원시 행성이 다섯 개는 존재했으며, 외행성계는 지금보다 훨씬 단순한 구도를 보이고 있었다고 한다. 또한, 카이퍼 대는 지금보다 훨씬 먼 곳에 존재했었다.
충돌 이론은 현재 태양계의 형성 및 진화 이론에서 폭넓게 인정되는 학설이다. 달을 만들었던 충돌 외에도 명왕성-카론계는 카이퍼 대 천체끼리 부딪혀서 생겨난 결과라고 한다. 소행성 주위를 도는 위성이나 다른 카이퍼 대 천체도 충돌을 겪고 나서 생겨난 것으로 받아들여지고 있다. 슈메이커-레비 제9혜성과 목성이 충돌한 경우나, 애리조나주에 있는 운석 구덩이 등을 통해 이런 충돌이 실제 있었음이 입증되었다.

### 지구형 행성들
행성 생성 시기의 마지막 즈음에, 지금의 내행성 궤도에는 달에서 화성 질량 정도 되는 50개에서 100개에 이르는 원시 행성이 가득했다. 당시 수준에서 더 크게 성장하려면 이들끼리 충돌하고 합쳐지는 것밖에는 다른 수단이 없었으며, 이 충돌 과정은 약 1억 년 동안 지속되었다. 이들 원시 행성은 서로 중력으로 영향을 미쳤을 것으로 보이며, 각자의 공전 궤도를 끌어당기면서 서로 충돌하였으며, 우리가 지금 아는 네 개의 지구형 행성의 크기가 될 때까지 커졌다. 한 번의 거대한 충돌로 달이 생겨났다고 여겨진다. 반면 수성을 강타한 충돌은 수성의 외포층을 날려 보냈다.
이러한 이론에서 풀리지 않은 점이라면 이 모형은 원시 지구형 행성의 초기 궤도가 어땠는지를 설명할 수 없다는 것이다. 서로 자주 충돌하려면 궤도의 이심률이 매우 높아야 하는데, 어떻게 지금의 안정적이고도 원에 가까운 궤도로 정착되었는가를 설명할 수 있어야 한다. 이렇게 이심률이 낮아진 원인을 설명하는 한 이론으로, 지구형 행성은 태양에서 탈출하지 못한 가스 원반에서 생겨났다는 설이 있다. 이 잔여 가스 내에서 동역학적 마찰이 발생하여 행성의 에너지를 감소시켰고, 공전 궤도를 원에 가깝게 만들었다. 그러나 만약 이런 가스가 존재했다면 처음 생성 시기부터 암석 행성들의 궤도가 찌그러지는 것을 막았을 것이다. 또 다른 이론으로, 동역학적 마찰은 행성과 잔여 가스 사이에 일어난 것이 아니라 행성과 남아 있던 작은 천체 사이에 일어났다는 것이 있다. 행성들이 작은 천체가 많이 몰려 있는 곳 사이를 헤치고 다니는 과정을 통해, 작은 천체들은 행성 측으로 끌려가면서 밀도가 높은 지대를 형성했고, 이들의 중력으로 큰 천체의 궤도를 보다 안정적인 형태로 바꾸었다는 것이다.

### 소행성대
태양에서 2~4천문단위 사이의, 지구형 행성 지대 외곽에 존재하는 부분을 소행성대라고 부른다. 소행성대에는 원래 지구 2~3개는 만들 정도의 물질이 있었으며, 많은 수의 원시 행성이 이곳에서 생겨났을 것이다. 지구형 행성과 같이 이 지역에 있던 미행성들은 달에서 화성 정도 질량에 이르는 원시 행성 20~30개 정도로 자라났다. 그러나 태양 탄생 3백만 년 후 목성과 가까운 곳의 소행성대에는 극적인 변화가 일어났다. 소행성대에서는 목성 및 토성과의 궤도 공명이 특히 강했고, 보다 질량이 큰 원시 행성들과의 중력적 상호 작용으로 많은 미행성은 공명 현상을 보이면서 흩어졌다. 목성의 중력은 이러한 공명 상태에 있는 천체들의 공전 속도를 증가시켜 흩어지게 하여, 서로 뭉치기보다는 충돌하게 하였다.
목성이 탄생하고 태양에 더욱 가까운 곳으로 궤도를 옮기면서 궤도 공명 때문에 소행성대의 천체들은 흩어졌을 것이며, 동역학적으로 소행성대의 천체들의 궤도는 불규칙해졌고, 서로에 대한 공전 속도는 올라갔을 것이다. 원시 행성들의 궤도 공명으로, 소행성대에 존재했던 미행성들은 흩어졌거나 혹은 궤도 경사각과 궤도 이심률이 불규칙해졌다. 이 원시 행성 중 일부는 목성의 중력에 이끌려 원래의 궤도에서 이탈하게 되었고, 나머지는 내행성 지대로 궤도를 옮겼으며, 이로써 지구형 행성의 마지막 강착 단계가 이루어진다. 이 ‘첫 번째 고갈의 시기’ 동안, 가스 행성 및 원시 행성은 소행성대에 있던 물질(대부분 작은 미행성으로 구성되어 있었음)을 현재 지구 질량의 1퍼센트 수준만 남기고 다 흩어져 버렸다. 그럼에도 아직 이때 소행성대에는 지금보다 10~20배는 많은 물질이 존재하고 있었다. 지금 남아 있는 소행성대 물질의 총 질량은 지구의 2천 분의 1 수준이다. ‘두 번째 고갈의 시기’는 목성과 토성이 일시적인 2 대 1 궤도 공명(아래 참고)을 보이면서 찾아왔다고 추측되며, 이때 소행성대에 있던 물질은 현재 남아 있는 수준을 제외하고 다시 한 번 흩어져 나갔다.
내행성에 거대 충돌이 일어나던 시기, 내행성으로 흩어져 날아 들어온 소행성 물질로부터 지구에 물(~6×1021킬로그램)이 공급되었을 것으로 보인다. 물은 휘발성이 강해서 지구가 생겨난 장소에서는 액체 상태로 존재할 수 없었다. 따라서 물은 더 차가운 바깥쪽 궤도에서 온 천체를 통해 공급되었을 것이다. 물은 아마도 목성 때문에 흩어진 소행성대에 있던 작은 미행성 또는 원시 행성이 지구로 운반하였을 것이다. 2006년 발견된 주띠 혜성 집단은 지구에 물을 공급했던 유력한 원천으로 여겨진다. 반대로 카이퍼 대 혹은 더 먼 곳에서 온 혜성들이 지구에 가져온 물의 양은 현재 지구 상 물의 양의 6퍼센트를 넘지 않는다. 폭넓게 인정되지는 못하고 있으나 배종발달설에 따르면, 생명체도 이런 식으로 물과 함께 지구에 도착했을 것으로 보고 있다.

### 행성 이동

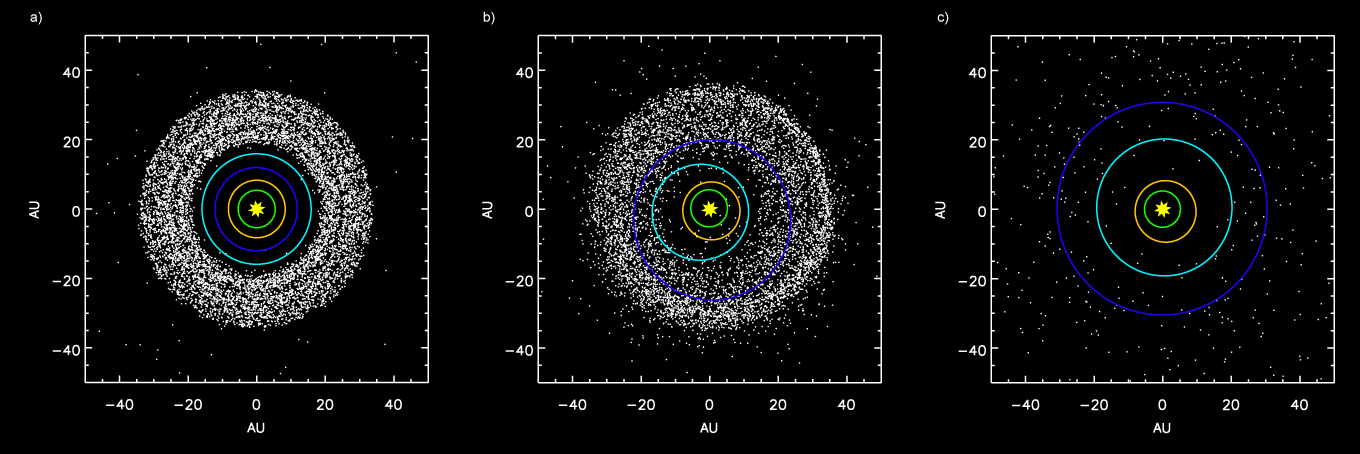
외행성 및 카이퍼 대의 시뮬레이션.
(왼쪽) 목성/토성 2:1 궤도 공명 이전.
(가운데) 해왕성이 궤도를 옮기고 나서 카이퍼 대의 물질이 태양계 안쪽으로 몰려 들어온 상황.
(오른쪽) 목성이 내부로 유입된 미행성들을 흩어버린 후.

성운 이론에 따르면 가스 행성 네 개 중 바깥쪽에 있는 천왕성과 해왕성은 ‘잘못된 위치’에 있는 존재이다. 이들 둘은 이론에 의하면 태양 성운의 농도가 희박해지는 지대에 자리 잡고 있으며, 공전 주기가 길어서 성운 이론으로는 지금과 같은 크기로 자라났음을 설명할 수 없다. 따라서 이들은 원래 목성과 토성 근처 궤도에 있었으나, 이후 수억 년에 걸쳐 현재의 위치로 궤도를 바깥쪽으로 옮겼다고 여겨진다.
이들 두 행성이 이동했다는 가설을 통해 현재 태양계 최외곽 지대의 구성에 대한 의문을 해명할 수 있다. 해왕성 너머에는 카이퍼 대, 산란 분포대, 오르트 구름의, 작은 얼음 덩어리로 이루어진 성긴 천체의 집단이 있으며, 이들로부터 우리가 관측하는 혜성이 생겨나는 것으로 보인다. 이들 집단은 태양에서 멀리 떨어져 있었기 때문에 뭉치는 속도가 느렸고, 태양 성운이 흩어지기 전에 행성 규모로 자랄 수 없었다. 또한, 이 지대에는 애초부터 행성을 구성할 정도로 충분한 양의 물질도 있지 않았다. 현재 카이퍼 대는 태양에서 30~55천문단위에 이르는 지역에 있으며, 산란 분포대는 100천문단위까지, 오르트 구름은 50,000천문단위까지 펼쳐져 있다. 그러나 원래 카이퍼 대는 지금보다 더 밀도가 높았고, 태양에 가까이 있었으며, 그 거리는 바깥쪽 경계면이 태양에서 약 30천문단위, 안쪽 경계면은 15~20천문단위 정도였다고 추측하고 있다. 이 안쪽 경계면보다 더 안쪽에는 천왕성과 해왕성이 지금보다도 더 태양에 가까운 곳을 돌고 있었으며, 지금과는 달리 천왕성이 해왕성보다 더 바깥쪽에 있었다.
태양계가 태어난 이후 많은 미행성 및 그들 서로 중력 섭동은 가스 행성 네 개의 궤도를 천천히 바꾸어 왔다. 태양계 탄생 후 약 5~6억 년이 흘러, 목성과 토성의 궤도는 2:1 공명 상태를 보이게 되었다(이는 목성이 태양을 두 번 돌 동안 토성이 한 번 돈다는 의미이다.). 이로 말미암아 두 행성은 바깥쪽 천체들을 중력적으로 압박했으며 해왕성은 천왕성 바깥으로 물러나, 당시 존재했던 카이퍼 대 한가운데 자리 잡게 되었다. 천왕성과 해왕성은 작은 얼음 천체들을 태양계 안쪽으로 이동시켰으며, 대신 자신들은 바깥쪽으로 궤도를 옮겼다. 이들 미행성 천체는 안쪽으로 이동하고 같은 식으로 안쪽에 있던 행성들의 궤도를 태양에서 더 멀리 떨어진 곳으로 옮기고, 대신 자신들은 태양 쪽으로 더 가까이 접근하게 되었다. 이 과정은 목성이 자신의 강한 중력으로 이들 미행성을 이심률이 높은 공전 궤도 상태로 바꾸거나 또는 태양계 밖으로 내치면서 끝을 맺게 된다. 목성도 미행성과의 상호 작용으로 궤도를 좀 더 안쪽으로 옮기게 되었다. 이때 이심률이 큰 공전 궤도를 그리게 된 천체들이 지금의 오르트 구름이며, 해왕성이 바깥쪽으로 이동하면서 오르트 천체보다 덜한 이심률을 보이게 만든 천체가 지금의 카이퍼 대이다. 이 가설에 따르면, 현재 오르트 구름과 카이퍼 대가 가진 작은 질량을 설명할 수 있다. 분산된 천체 중 명왕성과 같은 부류는 해왕성의 궤도와 중력적으로 묶였으며, 궤도 공명 상태를 보이게 되었다. 결국, 미행성 원반 내에서의 마찰함으로써 천왕성과 해왕성의 궤도는 다시금 원형에 가까운 모습을 하게 되었다.
외행성계와는 달리, 내행성의 궤도는 태양계의 탄생 이래로 크게 변하지 않았다고 여겨진다. 그 이유는 이들의 궤도는 대폭격 시기를 지나면서도 변하지 않았기 때문이다.

### 후기 대폭격
외행성들은 자리를 옮기면서 중력적으로 수많은 소행성을 흩어 내행성 지대로 위치를 옮기게 하였으며, 원래 있던 물질 상당량을 고갈시켜 지금처럼 아주 적은 양의 물질만 남겨 놓았다. 이 사건이 지금으로부터 40억 년 전(태양계가 생겨나고 5~6억 년 뒤)에 있었던 후기 대폭격의 원인이 되었을 것이다. 이 후기 대폭격은 수억 년 동안 이어졌고, 그 증거는 지질학적으로 죽은 천체인 달이나 수성 표면에 있는 많은 충돌구(운석 구덩이, 크레이터)를 통해 입증되었다. 가장 오래된 생명체의 흔적은 지금으로부터 약 38억 년 전으로 거슬러 올라가는데, 이때는 후기 대폭격이 그치던 시점과 거의 일치한다.

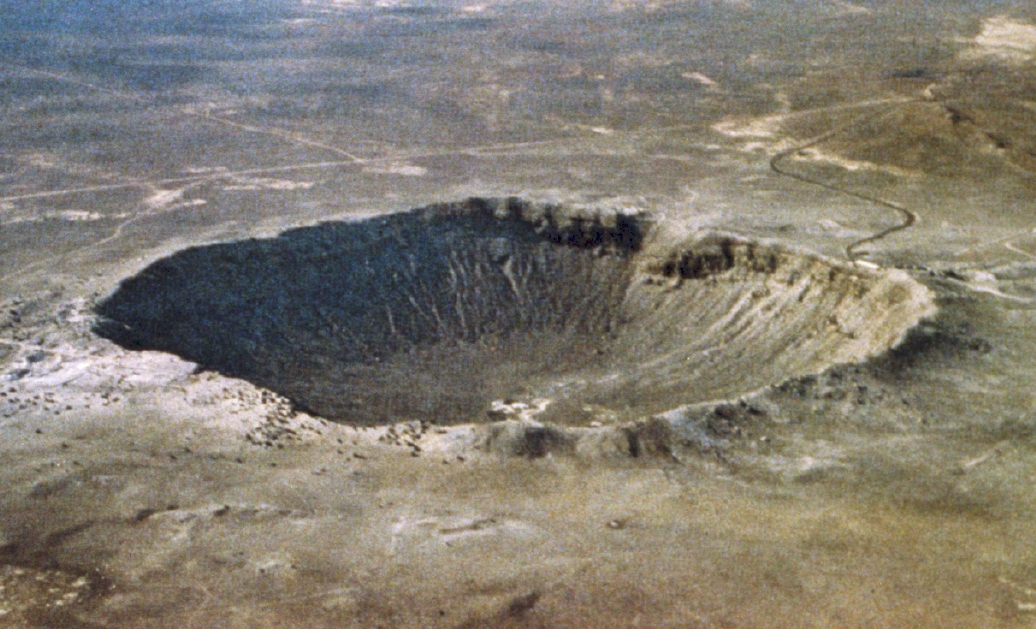
애리조나주에 있는 충돌구의 사진. 이 충돌구는 5만 년 전 지름 50미터짜리 소행성과 부딪혀 생겨났으며, 아직도 태양계의 강착 과정이 종료되지 않았음을 알려 주는 증거이다.

충돌 현상은 태양계 진화 이론에서 일익을 담당한다고(비록 그것이 지금은 자주 일어나지 않지만) 여겨진다. 충돌이 지금도 계속된다는 사실은 1994년 목성에 슈메이커-레비 제9혜성이 충돌했던 사실이나, 애리조나주에 있는 충돌구 등을 통해 알 수 있다. 그러므로 태양계의 강착 과정은 아직 완전히 끝나지 않았으며, 이는 지구 생명체들에게 위협적인 요소가 될 수 있다.
외부 태양계의 진화는 태양 근처에서 초신성이 폭발했거나, 또는 태양계가 성간 구름을 통과함으로써 영향을 받았다고 보인다. 외부 태양계 천체의 표면은 태양풍, 작은 운석, 성간 물질 내 중성 성분과 부딪혀 우주 풍화 과정을 겪은 것으로 보인다.
후기 대폭격 이후 소행성대의 진화는 주로 충돌로써 이루어졌다. 질량이 큰 천체는 충돌을 심하게 겪어도 자체 중력 때문에 갖고 있던 물질을 잃지 않는다. 그러나 소행성은 질량이 작아서 충돌하여 산산조각으로 깨지고 흩어졌다. 현재 몇몇 소행성 주위를 도는 소행성 위성은 충돌하여 본체에서 떨어져 나갔으나, 본체의 중력에서 완전히 탈출하지 못한 존재로 여겨진다.

### 자연 위성
행성과 천체 주위를 도는 대부분의 자연 위성은 그들의 주인과 함께 태양계의 탄생 시절부터 계속 존재했었다. 이들 위성은 다음 세 가지 시나리오 중 한 방법을 통해 형성되었다.
- 행성 주위에 형성되어 있던 원반에서 생겨났다 (이는 가스 행성에 적용된다).
- 얕은 각도로 한 천체가 더 큰 다른 천체에 충돌하여 그 파편이 뭉쳐서 생겨났다.
- 지나가던 천체가 더 큰 천체의 중력에 붙잡혔다.[59]

목성이나 토성의 주위에는 이오, 유로파, 가니메데, 칼리스토 등 덩치가 큰 위성이 여럿 존재하며, 그들의 주인이 태양 주변에서 생성된 것과 유사한 방식으로 그들도 태어났다고 여겨진다. 이처럼 추측한 이유는 이들 위성이 덩치가 크고 어머니 행성에 가까이 있기 때문이다. 이런 천체는 포획 이론으로는 설명할 수 없으며, 가스 행성의 조성을 생각하면 충돌 이론도 가능성이 없다.
반면 가스 행성으로부터 먼 곳을 도는 위성은 크기가 작고 궤도도 찌그러져 있거나 제멋대로이다. 이와 같은 속성은 포획된 천체의 특징이다.
이런 위성은 어머니 행성의 자전 방향과는 반대로 공전한다. 이런 위성 중 가장 덩치가 큰 것은 해왕성의 위성 트리톤으로, 카이퍼 대에 있었으나 해왕성의 인력 때문에 붙잡혔다고 여겨진다.
태양계의 암석 천체를 도는 위성은 대부분 충돌이나 포획을 통해 생겨났다. 화성의 작은 두 위성 데이모스와 포보스는 화성의 중력에 포획된 소행성으로 보인다. 지구의 달은 큰 규모의 단일성 충돌 사건으로 생겨났다고 여겨진다. 지구와 부딪혔던 천체의 질량은 대략 화성 정도였으며, 발생 시기는 대폭격 말미 무렵이었을 것이다. 충돌 때문에 지구의 맨틀 중 일부가 우주 공간으로 분출되었으며, 이 맨틀의 파편들은 뭉쳐서 달이 되었다. 이 충돌은 현재의 지구를 만든 융합 과정 중 마지막이었을 것이다. 지구에 부딪혔다고 생각되는 이 화성 정도 질량의 천체가 안정적인 지구-태양 라그랑주점(L4 또는 L5)에서 태어났고, 이후 원래 있던 위치를 이탈했다고 보는 견해가 있다. 명왕성의 위성 카론도 큰 규모의 충돌로 생겨났을 것이다. 명왕성-카론 계와 지구-달의 계는 태양계 내에서 위성의 질량이 어머니 행성의 1퍼센트가 넘는 둘뿐인 사례이다.

## 미래
천문학자들은 우리가 아는 지금의 태양계는 태양이 주계열성 단계를 떠나 헤르츠스프룽-러셀 도표상의 적색 거성 단계로 진입하기 전까지는 크게 변하지 않을 것으로 내다보고 있다. 그러나 태양계는 태양이 죽음을 맞기 전까지는 천천히 진화를 계속할 것이다.

### 장기적 안정성
태양계는 장기적으로 볼 때 행성의 궤도가 변화 가능성이 있다는 점에서, "혼돈 상태"이다. 대표적인 예로 해왕성과 명왕성을 들 수 있다. 이 둘은 3:2의 궤도 공명 비율을 보이면서 태양을 공전하고 있다. 이 공명 비율이 앞으로 계속 안정적으로 지속이 되더라도, 현 수단으로 두 행성의 궤도를 정확히 예측할 수 있는 한계는 지금부터 1천만 년~2천만 년 후까지이다(이를 랴푸노프 시간이라고 부른다.). 다른 예로 지구의 적도경사각을 들 수 있다. 달과 지구 맨틀 물질의 조석 상호 작용에 의해 적도경사각은 지금으로부터 15억~45억 년 내로 불규칙하게 바뀔 것이다.
태양계의 모든 천체는 제각기 다양한 랴푸노프 시간을 지닌다(2백만 년~2억 3천만 년). 태양계 행성들의 궤도는 시간이 지날수록 혼돈 상태에 가까워진다. 이는 어떤 행성의 궤도가 종국적으로 어떻게 될지는 아무리 정확한 예측 기구를 이용해도 추측할 수 없다는 의미이다. 예를 들면 겨울과 여름이 오는 시기를 정확히 계산할 수 없는 것과 같은 이치이다. 일부 천체는 궤도에 갑작스러운 변화가 올 가능성도 있다. 이러한 혼돈은 이심률의 변화를 통해 가장 강하게 드러난다. 일부 행성의 궤도는 더욱 크게 찌그러지거나, 또는 원형에 가깝게 변할 수도 있다.
태양계는 궁극적으로는 다가오는 수십억 년 동안 어떤 행성도 태양계에서 이탈할 가능성이 없고, 서로 충돌할 가능성이 없다는 점에서 "사실상 안전한 상태"이다. 그러나 그 이후는 50억 년 내로 화성의 이심률이 0.2까지 커져서 지구와 공전 궤도가 엇갈리게 되어 서로 충돌할 가능성이 있다. 같은 시기 안에 수성 이심률이 지금보다 커져서 금성 궤도 근처까지 접근하고, 금성의 중력에 영향을 받은 수성이 태양계에서 완전히 이탈하거나, 금성 또는 지구와 충돌하게 될 수도 있다. 이 중 수성과 금성이 충돌할 경우, 금성에 수성의 질량을 더한 새로운 행성이 태어날 것이다. 수성 궤도가 망가지면서 내행성들의 궤도는 혼돈 상태에 빠지며, 화성이나 금성이 지구와 충돌할 가능성도 있다.

### 위성 및 고리
행성-위성의 계(系)는 조석력에 의해 진화한다. 한 위성은 모행성에 조석 팽대부를 형성한다. 만약 위성이 모행성의 자전 방향과 똑같은 방향으로 공전하면서 행성의 자전 속도가 위성의 공전 속도보다 빠를 경우, 행성의 표면은 위성이 있는 방향으로 부풀어 오르게 된다. 이 상황에서 행성의 각운동량은 위성으로 옮겨지게 된다. 위성은 에너지를 얻게 되고 점진적으로 행성으로부터 멀어지며, 동시에 행성의 자전 속도는 느려진다.
앞에서 서술한 이론의 대표적인 예가 지구와 달이다. 오늘날 달은 지구에 대해 조석적으로 고정되어 있다. 달이 지구를 한 바퀴 도는 시간과 달이 스스로 한 바퀴 자전하는 시간은 같으며, 이 때문에 지구에서는 달의 한쪽 면밖에 볼 수 없다. 그러나 달은 지구에서 서서히 멀어져 가고 있으며, 앞으로 500억 년 뒤 달과 지구는 서로 완전히 한쪽만을 다른 쪽에게 보이게 될 것이다. 오늘날 지구에서 달의 한쪽만을 볼 수 있는 것처럼 이때가 되면 달에서도 지구의 한쪽 면만을 볼 수 있을 것이다. 조석 고정의 다른 예로는 목성 주위를 도는 갈릴레이 위성과(목성 주위를 도는 더 작은 많은 위성도 해당한다.) 토성의 거대 위성 대부분이 있다.

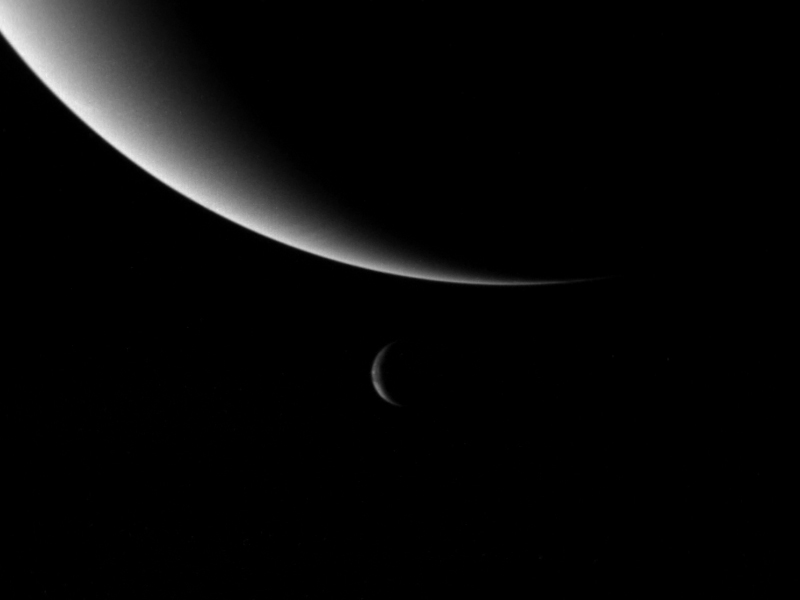
보이저 2호가 촬영한 해왕성과 위성 트리톤의 모습. 트리톤의 궤도는 해왕성의 로슈 한계 내로 진입할 것이며, 트리톤은 해왕성의 조석력에 의해 산산조각이 난 뒤 해왕성의 고리가 될 것이다.

위와는 반대로 위성이 모행성의 자전 속도보다 빠르게 행성 주위를 공전하거나 혹은 행성의 자전 방향과 반대로 공전할 때는 다른 시나리오가 펼쳐진다. 두 경우 모두 각운동량의 전달 방향은 앞의 경우와는 반대되어, 모행성의 자전 속도는 빨라지는 대신 위성은 행성 쪽으로 끌려가게 된다. 후자는 자전과 공전의 각운동량은 반대 방향으로 작용하여, 서로 각운동량을 감소시키게 되며, 양자가 맞물려 각운동량은 일정하게 유지된다. 두 경우 모두 조석 가속으로, 위성은 행성에 접근하여 결국 조석력에 의해 산산조각이 나며, 행성 주위에 테를 형성하거나, 또는 행성 표면이나 대기에 충돌한다. 화성의 위성 포보스(약 3천만~5천만 년 내), 해왕성의 위성 트리톤(36억 년 내), 목성의 위성 메티스와 아드라스테아를 비롯한 천왕성과 해왕성의 작은 위성 16개가 이와 같은 운명을 맞을 것으로 예상하고 있다. 천왕성의 위성 데스데모나는 이웃한 위성과 충돌할 것으로 예상하고 있다.
마지막으로, 행성과 위성이 서로 조석적으로 고정된 상황을 들 수 있다. 이 경우 조석 팽대부는 위성 내부에 있기 때문에 각운동량의 이동은 일어나지 않으며 공전 주기는 변하지 않는다. 명왕성과 카론이 이와 같은 상황의 대표적 예이다.
카시니-하위헌스 탐사선이 토성의 고리(테)를 조사하기 전까지 천문학자들은 고리의 나이가 태양계의 생성 역사보다 훨씬 짧은 것으로 보았으며, 앞으로 1억 년 정도밖에 유지되지 못할 것으로 예상했었다. 토성 위성들의 중력으로 고리의 바깥 테두리가 행성 쪽으로 이동하며, 결국에는 토성의 인력과, 그들끼리 충돌하거나 서로 깎아냄으로써 고리가 사라지고, 목성처럼 밋밋한 가스 구체만 남을 것으로 보아 왔다. 그러나 카시니 호가 보내온 자료는 이 가설을 전면 수정하게 하였다. 관측 결과 10킬로미터 크기의 얼음 덩어리가 반복적으로 깨졌다가 뭉쳐지는 작용을 반복하면서, 고리의 얼음 물질을 신선하게 유지하고 있었다. 토성의 고리는 다른 가스 행성의 고리에 비해 훨씬 더 질량이 크며, 이처럼 큰 규모의 고리 구조는 토성이 처음 생겨났던 45억 년 전부터 존속되어 온 것으로 보인다. 또한, 고리는 앞으로 다가오는 수십억 년 후까지 모습을 유지할 가능성이 크다 (그 이유는 근처의 거대 소행성이 평균 5000만년에 한번 꼴로 토성의 조석력으로 인해 부서지며 이로 인해 새로운 고리를 형성하기 때문이다).

### 태양의 진화 및 행성 환경
먼 미래 태양이 나이를 먹으면서 진화하면, 태양계에는 큰 변화가 일어날 것이다. 태양이 가지고 있던 수소를 거의 다 태우면, 남아 있는 연료를 태우면서 내부 온도는 더 뜨거워지며, 연료를 태우는 속도는 더욱 빨라진다. 그 결과 태양은 10억 년마다 11퍼센트씩 밝아진다. 지금으로부터 10억 년 후 태양의 복사량이 증가하면서 생물권은 지금보다 바깥쪽으로 물러날 것이며, 지구 표면은 가열되어 생명체가 살 수 없는 환경으로 변할 것이다. 이 시점에서 깊은 바다 속에 사는 생명체를 제외한 육상 생명체는 전멸한다. 바닷물이 증발하면서 온실 효과가 발생하며, 이는 지표면의 온도 상승을 가속하며, 지구에 있는 모든 생명체는 결국 죽음을 맞이할 것이다. 한편, 화성의 표면 온도는 서서히 상승하며 지표 흙 속에 얼어 있던 이산화탄소 및 물은 기체로 변하여 대기를 이루게 되며, 온실 효과를 일으켜 장차 생명체가 살 수도 있을지 모르는, 현재 지구와 비슷한 온도를 조성하게 된다. 35억 년 후 지구의 표면은 지금의 금성과 비슷해질 것이다.

태양이 내부에 있는 수소를 전부 태우면 주계열을 떠나 적색 거성으로 진화한다. 현재 주계열성인 태양의 크기와 적색 거성이 된 태양의 크기 비교.

약 64억 년 후, 태양 중심핵에 있던 모든 수소 연료는 헬륨으로 치환된다. 이제 중심핵은 더는 내리누르는 압력을 이기지 못해 수축하기 시작하며, 중심핵이 수축하면서 중심핵 바깥쪽의 온도가 수소를 태울 정도로 높아진다. 이 과정이 심화하면서 태양의 외곽층은 막대하게 부풀어 오르게 되며, 적색 거성으로 불리는 진화 단계에 접어들게 된다. 76억 년 후 태양의 외곽층은 1.2천문단위(지금 태양 반지름의 256배)까지 팽창할 것이다. 이 단계는 적색 거성 가지로, 팽창한 만큼 표면 온도는 2600켈빈까지 내려가서 붉은색으로 빛나게 되며, 밝기는 지금의 2700배까지 올라간다. 태양은 적색 거성 단계에서 항성풍 형태로 원래 지녔던 질량의 10분의 1을 (목성질량의 110배) 날려 보낸다. 태양은 적색 거성 단계에서 약 6억 년 머무를 것으로 추측된다. 이때가 되면 명왕성과 카이퍼벨트의 얼음까지 녹아버리며 생물권은 50AU까지 밀려나게 된다.
태양이 팽창하면서 수성은 태양으로 빨려 들어가며, 금성도 같은 운명을 겪을 가능성이 있다. 지구의 운명은 확실하지 않다. 태양의 크기가 지금의 지구 궤도까지 팽창되더라도, 그때 태양은 이미 질량을 많이 잃은 상태이기 때문에 행성의 궤도는 지금보다 커질 것이다. 만약 이 가설만을 고려하면 금성과 지구는 뒤로 물러나서 태양에 빨려 들어가는 것은 면할 것이다. 그러나 2008년 발표된 연구로는, 지구는 밀도 낮은 상태의 태양 외포층의 로슈 한계 내에 있게 되고, 그 때문에 태양에 먹힐 것으로 추측하고 있다.
점진적으로 태양 중심핵 바깥쪽에서 연소한 수소는 중심핵의 질량을 현재 태양 질량의 45퍼센트까지 증가시킨다. 이 시점에서 중심핵 부분의 온도와 밀도는 매우 높은 단계에 이르고, 헬륨 연소로 탄소가 생성되는 단계로 넘어가게 되며, 헬륨 섬광 현상이 발생하게 된다. 태양은 현재의 250배 수준에서 11배 수준까지 반지름이 줄어든다. 밝기 역시 지금의 3천 배에서 54배로 감소하며, 표면 온도는 4,770켈빈까지 올라간다. 태양은 주계열성 상태일 때 중심핵에서 수소를 태우듯 중심부에서 안정적으로 헬륨을 태우는 수평가지 단계로 진입한다. 헬륨 연소 단계는 1억 년 정도만 지속한다.
마침내 항성은 다시 바깥쪽 층으로 연료를 태우는 장소를 옮기게 되는데, 이 때문에 항성의 부피는 다시 확장되면서 점근 거성 가지 단계로 돌입한다. 여기서 태양의 밝기는 다시 상승하며 현재의 최고 5000배까지 밝아지고 표면 온도는 3000켈빈까지 내려간다. 이 단계는 약 3천만 년 동안 지속하고 이후 10만 년에 걸쳐 태양의 외곽층은 대량의 물질을 우주 공간으로 뿌리면서 행성상 성운으로 불리는 헤일로를 형성하면서 떨어져 나가게 된다. 두 번째 적색거성 시기에 태양은 30퍼센트의 질량을 잃게 되며 백색왜성으로 진화하게 된다. (첫 번째 적색거성 시기에 10%, 두 번째 적색거성 시기에는 남은 질량의 30%를 잃게 된다. 백색왜성으로 진화하게 되면 현재 질량의 62%까지 줄어든다). 태양이 뿌리는 물질은 핵융합 작용으로 만든 헬륨과 탄소로, 이들은 성간 물질이 되어 향후 태어날 별들의 재료가 된다.

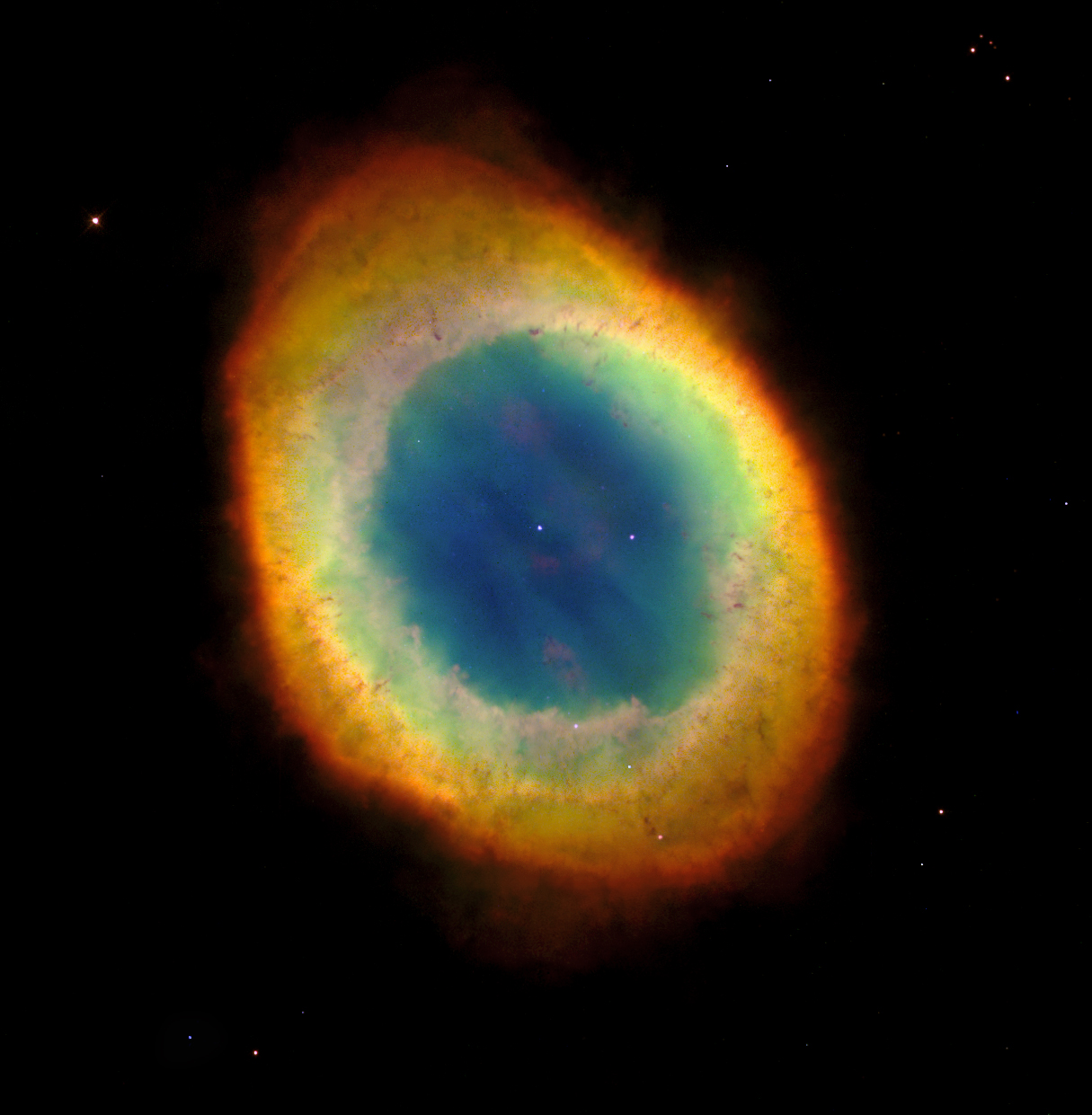
고리 성운. 태양도 진화의 마지막에 이르러 이와 비슷한 운명을 맞게 될 것이다.

그러나 이는 초신성과는 달리 상대적으로 조용한 최후이다. 태양은 질량이 작아서 초신성이 될 수 없다. 우리 지구인이 만약 이때까지 생존해 있다면, 태양풍의 속도가 막대하게 증가한 것을 지켜보게 될 것이다. 이 태양풍은 지구를 소멸시킬 정도로 강력하지는 않다. 다만, 태양이 질량을 잃게 되면서 살아남은 행성의 궤도는 혼돈 상태로 빠지며, 일부는 서로 충돌할 가능성도 있고, 일부는 조석 상호 작용에 따라 산산조각이 날 수도 있다. 결국, 태양이 진화를 마치고 남기는 것은 백색 왜성이다. 백색 왜성은 밀도가 매우 높아서 질량은 원래 태양의 62퍼센트 정도이나, 부피는 지구와 비슷할 것이다. 백색 왜성은 처음에는 지금의 태양보다 150배 더 밝다. 백색 왜성은 탄소와 산소 축퇴 물질로 이루어져 있으나 이들을 태울 정도로 뜨겁지는 않다. 따라서 백색 왜성은 서서히 식으면서 점점 어두워진다.
태양이 죽어가는 과정에서 행성, 혜성, 소행성에 미치는 중력은 점차 약해진다. 살아남은 행성 전부 현재 궤도보다 뒤로 물러날 것이다. 하지만 이때는 내행성은 존재하지 않고 가장 가까운 행성은 목성일 것이다. 태양이 두번의 적색거성시기에 걸쳐 내행성을 삼켜버렸기 때문이다. 백색왜성은 스스로 에너지를 생성할 수 없다. 따라서 모든 행성은 어둡고 얼어붙은, 생명체가 살 수 없는 환경이 될 것이다. 행성들은 태양 주위를 계속 돌지만, 공전 궤도가 커졌기 때문에 공전 속도는 느려진다. 20억 년 후 태양의 표면 온도가 6,000~8,000켈빈까지 냉각되면서, 태양 중심핵에 있는 탄소 및 산소도 온도가 떨어진다. 그 결과 태양 원래 질량의 90퍼센트 정도가 결정체 구조로 된다. 수십억 년이 흐르고 태양은 더는 빛을 내지 않는 흑색 왜성이 되어 시야에서 사라질 것이다.

## 은하 간 상호 작용

우리 은하에서 태양계의 위치. 노란 원이 태양계가 있는 곳이다.

태양계는 우리 은하 중심부에서 약 3만 광년 떨어진 곳을 원형 궤도를 그리면서 홀로 공전하고 있다. 태양계의 공전 속도는 초속 220킬로미터이다. 태양계가 은하 중심부를 한 바퀴 도는 데 걸리는 시간(1은하년)은 약 2억 2천만~2억 5천만 년이다. 따라서 태양계는 태어난 이후 지금까지 은하를 18번 돈 셈이 된다.
과학자들은 태양계가 은하 내부를 가로질러 가는 경로가 대량 절멸(화석을 통해 이 사실을 알 수 있다.)을 불러온 요인 중 하나라고 생각하고 있다. 한 가지 가설은 태양이 은하면에 대해 위아래로 흔들리면서 공전 운동을 하는데, 흔들리는 과정에서 주기적으로 은하면을 통과하게 된다는 것이다. 태양의 궤도가 은하면에서 멀어지면 은하 조석의 영향은 약해진다. 반대로 궤도가 2천만~2천5백만 년 주기로 은하면에 접근하면 그렇지 않을 때보다 훨씬 더 강한 ‘은하면 조석력’을 받게 된다. 수학적 모형에 따르면, 은하면 조석력은 오르트 구름에 있는 혜성의 플럭스를 4배 상승시켜, 파국적인 충돌 사태가 일어날 가능성을 높이게 된다.
그러나 다른 과학자들은 태양은 현재 은하면에 가까이 있으며 가장 최근의 대량 절멸은 1억 5천만 년 전에 있었다고 주장한다. 그러므로 태양의 은하면에 대한 수직적 위치 하나만으로는 그러한 주기적인 멸절 사태를 설명할 수 없으며, 대신 태양이 은하의 나선팔을 통과할 때 그러한 사태가 발생한다고 한다. 나선팔은 오르트 구름을 흩어 놓는 중력을 지닌 거대 규모 분자 구름이 많을 뿐 아니라, 짧은 생을 살다가 격렬한 폭발로 최후를 맞는, 밝은 청색 거성들이 집중적으로 분포해 있다.

### 은하 간 충돌 및 행성계의 교란
대부분의 은하가 우리 은하로부터 멀어져 가고 있지만, 국부 은하군 중 가장 큰 은하인 안드로메다은하는 초속 120킬로미터의 속도로 우리 은하를 향해 접근하고 있다. 약 24억 년 후 안드로메다와 우리 은하는 충돌할 것이며, 조석력이 양측 은하의 나선팔 모양을 거대한 조석 꼬리 형태로 바꾸어 놓을 것이다. 천문학자들은 이와 같은 쌍방의 형태 변화가 일어날 때 우리 태양계가 우리 은하의 중력권에서 탈출할 가능성이 12퍼센트이며, 안드로메다은하의 중력권에 편입될 가능성이 3퍼센트라고 보고 있다. 만약 두 은하의 초대질량 블랙홀이 합쳐질 경우, 태양계가 은하계를 이탈할 가능성은 30퍼센트까지 상승한다.
결국, 약 30억 년 후 우리 은하와 안드로메다는 완전히 합쳐져서 거대한 타원 은하가 될 것이다. 합쳐지는 동안 중력이 늘어나며, 이로써 가스의 양이 충분하면 가스는 새로 생겨나는 타원 은하의 중심부로 끌려갈 것이다. 그 때문에 폭발적 항성생성으로 불리는, 항성 탄생의 빈도가 매우 높아지는 현상이 발생할 것이다. 여기에 은하 중심을 향해 떨어지는 가스는 새로 태어난 블랙홀을 활동 은하로 바꿀 것이다. 이러한 상호 작용으로 발생하는 힘은 태양계를 새로운 은하의 바깥쪽 헤일로로 이동시켜, 앞서 설명한 작용으로 말미암아 발생하는 복사 에너지의 영향을 덜 받게 할 것이다.
두 은하가 부딪히면 태양계 행성들의 궤도가 엉망이 된다는 것은 잘못된 생각이다. 행성계 근처를 다른 항성이 지나갈 때 행성들을 성간 공간으로 날려 버릴 수 있지만, 우리 은하와 안드로메다은하가 충돌하더라도 별과 별 사이 거리는 매우 멀어서 그러한 충돌이 태양계에 영향을 미칠 확률은 무시해도 좋을 정도이다.
그러나 시간이 흐르면서 항성이 태양계 근처를 지날 누적 확률은 증가하며, 그 때문에 행성의 궤도가 엉망이 될 가능성은 피할 수 없게 된다. 대함몰(빅 크런치) 또는 빅 립과 같은 우주 종말 시나리오가 일어나지 않는다고 가정하면, 계산에 따르면, 어떤 항성이 죽은 태양 근처를 지나가면서 행성들을 이탈시키는 사건은 1015년(1천조 년) 후 발생한다고 한다. 이 사건이 발생할 경우, 그때가 태양계가 종말을 맞는 시점이 될 것이다. 그러나 이와 같은 일이 벌어지기 전까지 태양과 행성들이 어떻게든 살아남는다면, 태양계는 계속 존속하는 셈이 된다.

## 연대표
태양계의 시간틀은 방사능 연대 측정을 이용하여 추정되어 왔다. 태양계의 나이는, 태양계 내를 떠도는 운석(隕石) 속에 함유되는 방사성 동위 원소의 비율로부터 45억 년이라고 추정되고 있다. 이것은 지구가 태어난 지 이만한 세월이 흘렀다는 것을 말해 준다. 지구의 가장 오래된 광물 조각의 나이는 약 44억 년이다. 지구 표면은 꾸준히 풍화 작용과 화산 활동 및 지각 변동으로 씻겨나가고 바뀌기 때문에 이처럼 오래된 암석은 드물다. 태양계의 나이를 측정하기 위해서 과학자들은 운석을 사용한다. 이들 운석은 태양 성운이 압축될 당시에 생겨난 것들이다. 거의 모든 운석(캐넌 디아블로 운석 문서를 참조)의 나이가 46억 살이기 때문에 태양계의 나이 역시 적어도 그 정도는 될 것으로 추측된다.
다른 별 주위의 원반에 대한 연구를 통해 태양계 형성의 시간표를 수립하는 데 많은 자료를 얻을 수 있었다. 나이가 1백~3백만 년 사이인 별은 가스가 풍부한 원반을 가지고 있었음에 반해, 나이가 1천만 년 이상인 별 주위에는 거의 가스가 없었다. 이는 이들 주변에는 행성의 생성 과정이 멈췄음을 뜻한다.

### 태양계 진화 시각표
- 주의: 이 연대표에 있는 모든 날짜와 시간은 근삿값이며, 10의 거듭제곱 형태로 표시하였다.

| 단계          | 태양 생성으로부터의 시간(단위: 년) | 사건 |
| ------------- | ---------------------------------- | --- |
| 전(前) 태양계 | −수십 억                           | 먼저 태어났다가 죽음을 맞은 별들이, 지금의 태양을 만들 재료가 될 무거운 원소들을 성간 물질의 형태로 방출했다. |
| 전(前) 태양계 | −5×107                             | 오리온 대성운과 비슷한 항성 생성 지대에서 가장 무거운 별들이 태어나서 살아가다가 죽고 초신성 폭발을 일으켰다. 초신성 한 개가 태양계의 형성에 발동을 걸었을 것이다. |
| 태양의 탄생   | 0~1×105                            | 전태양 성운이 생겨나고 붕괴하기 시작했다. 태양이 형성되기 시작한다. |
| 태양의 탄생   | 1×105~5×107                        | 태양은 황소자리 T형 항성(원시별) 상태이다. |
| 태양의 탄생   | 1×105–7                            | 가스 행성이 생겨났다. 107(천 만)년 후 원시 행성계 원반에 있던 가스는 불려 날아가고, 목성형 행성의 생성은 거의 마무리된다. |
| 태양의 탄생   | 1×107–8                            | 지구형 행성과 달이 생겨났다. 거대 충돌이 일어난다. 물이 지구에 공급된다. |
| 주계열성      | 5×107                              | 태양은 주계열성의 단계에 접어든다. |
| 주계열성      | 2×108                              | 지구에 있는 가장 오래된 암석이 생겨났다. |
| 주계열성      | 5–6×108                            | 목성과 토성 궤도의 공명으로 말미암아 해왕성이 카이퍼 대로 궤도를 옮긴다. 내행성계 지대에서는 후기 대폭격이 발생한다. |
| 주계열성      | 8×108                              | 지구에 가장 오래된 생명체가 등장한다. |
| 주계열성      | 4.6×109                            | 현재. 태양은 주계열성 상태를 유지하고 있으며, 109(십억)년마다 10퍼센트씩 뜨거워지고 밝아진다. |
| 주계열성      | 6×109                              | 태양 주변의 생명체 거주가능 영역이 지구의 궤도 바깥으로 벗어나, 화성 궤도상으로 이동한다. |
| 주계열성      | 7×109                              | 우리 은하와 안드로메다은하가 충돌하기 시작한다. 태양계는 두 은하가 완전히 합치기 전 안드로메다은하에 포획될 약간의 가능성이 있다. |
| 후주계열 단계 | 10–12×109                          | 태양 중심부에 있던 수소가 고갈되고 주계열성 단계는 끝난다. 태양은 헤르츠스프룽-러셀 도표에 나타난 적색거성가지 단계로 진입하기 시작하며, 엄청나게 밝아지고(현재의 2,700배) 부풀어 오르며(현재 태양 반지름의 250배) 표면 온도는 내려간다(약 2,600켈빈까지). 태양은 적색 거성이다. 수성, 금성 혹은 지구까지 태양으로 빨려 들어간다. |
| 후주계열 단계 | ~12×109                            | 태양은 헬륨 연소 수평가지 및 점근 거성 가지 단계를 통과하고 나서 총 질량의 30퍼센트를 잃어버린다. 점근 거성 가지 단계는 태양의 물질이 행성상 성운 형태로 방출되면서 끝나며, 중심부에는 백색 왜성이 남는다. |
| 태양의 잔해   | >12×109                            | 백색 왜성이 된 태양은 더는 에너지를 생산하지 않으며, 온도는 서서히 내려가고 어두워지고서, 결국 흑색 왜성 단계에 이른다. |
| 태양의 잔해   | 1015                               | 태양은 5켈빈까지 식는다. 주변을 지나가는 천체들이 행성들의 궤도를 엉망으로 만들고 태양계는 종말을 맞는다. |

## 같이 보기
- 태양계의 형성과 진화 가설의 역사
- 성운 가설

## 참고 자료
- 이 문서에는 다음커뮤니케이션(현 카카오)에서 GFDL 또는 CC-SA 라이선스로 배포한 글로벌 세계대백과사전의 내용을 기초로 작성된 글이 포함되어 있습니다.